# Having

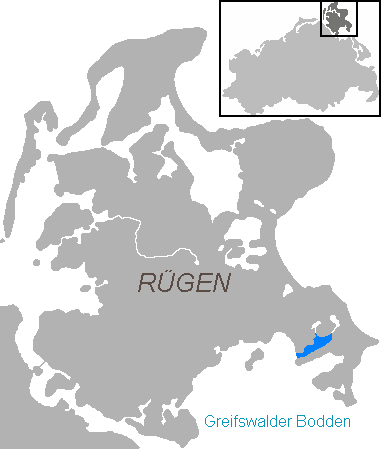
Lage Having

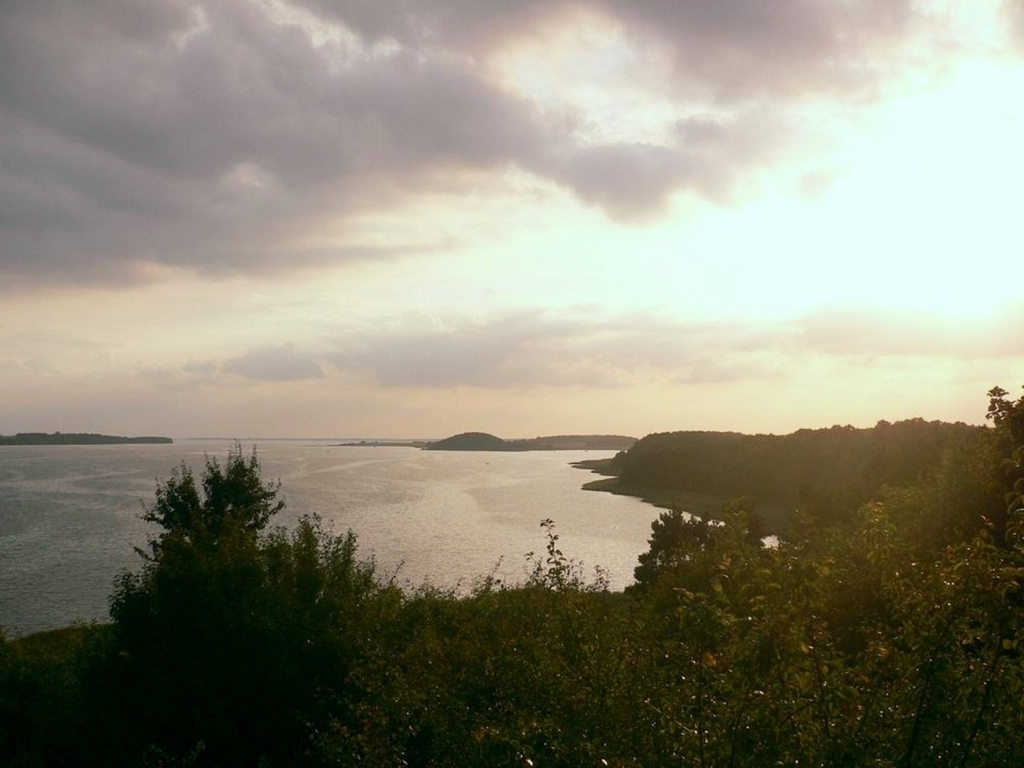
Die Having, Blick von Moritzburg

Die Having ist eine lagunenartige Bucht im Nordosten des Rügischen Boddens, die tief in die Halbinsel Mönchgut, den Südostzipfel Rügens, einschneidet.
Die Bucht ist zirka 5,7 Kilometer lang, 1,1 Kilometer breit bei einer Fläche von 7,5 km² und öffnet in Richtung Südwesten zum Rügischen Bodden, dem Nordteil des Greifswalder Boddens. Die Having ist bis zu acht Meter tief. Im Süden wird die Having durch die schmale, langgestreckte Halbinsel Reddevitzer Höft, im Norden durch die Granitz begrenzt. Im Norden münden die schmalen Verbindungen zum Selliner See und zum Neuensiener See. Die Höhen um die Bucht erreichen über dreißig Meter.
An der Having selbst liegen keine Ortschaften. Die Bucht ist Bestandteil des Naturschutzgebietes Mönchgut im Biosphärenreservat Südost-Rügen.